# Дж
Дж дж – cyryliczny dwuznak wykorzystywany we wszystkich trzech wschodnio-słowiańskich językach. Jest on używany w języku białoruskim, rosyjskim i ukraińskim. Oznacza ona polskie dż, jako spółgłoska zwarto-szczelinowa zadziąsłowa dźwięczna [d͡ʒ]. Дж jest czasem zastąpiona dwuznakiem чж.